# Juan de Homedes

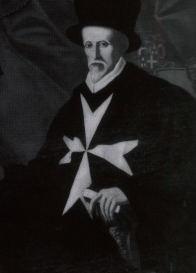
Juan de Homedes y Coscón

Großmeisterwappen von Juan de Homedes y Coscón

Juan de Homedes y Coscón (auch Jean, * 1477; † 6. September 1553) war ein spanischer Adliger und von 1536 bis zu seinem Tod der 47. Großmeister des Malteserordens.
Er stammte aus der Aragonesischen Zunge des Ordens. Während seiner Herrschaft errichtete der Orden auf der von Kaiser Karl V. im Jahre 1530 dem Orden überlassenen Insel Malta erhebliche Befestigungsanlagen, um einem zu erwartenden neuerlichen Angriff des Osmanischen Reichs, das den Orden 1522 von Rhodos vertrieben hatte, widerstehen zu können.
Allerdings verlor der Orden 1551 seine nordafrikanische Besitzung Tripolis an eine türkische Invasionstruppe unter dem Korsaren und Admiral Turgut Reis und dem osmanischen Admiral Sinan Pascha. Homedes machte den Militärgouverneur von Tripolis, Gaspard de Vallier, dafür verantwortlich und ließ ihn seiner Ritterschaft verlustig erklären und einkerkern. De Vallier wurde erst Jahre später von Großmeister Jean de la Valette rehabilitiert.